# Lance Davids
Lance Davids (Fokváros, Dél-afrikai Köztársaság, 1985. április 11.) dél-afrikai labdarúgó, aki jelenleg a Lierse-ben játszik középpályásként.

## Pályafutása

### Kezdeti évek
Davids több dél-afrikai csapat ifiakadémiáját is megjárta, mielőtt 2001-ben az 1860 Münchenhez került volna. Ott 2004-ben kapott profi szerződést.

### Djurgården
2006-ban a svéd Djurgårdenhez került, ahol eleinte csak a kispadon kapott helyet, de később állandó helyet szerzett magának a kezdőben. 2007 decemberében a Blackburn Roversnél és a Newcastle Unitednél is járt próbajátékon, de szerződést nem kapott.

### Supersport United és Ajax Cape Town
2009 elején ingyen a Supersport Unitedhez igazolt. Egy teljes szezont sem töltött ott, mielőtt az Ajax Cape Townhoz szerződött volna.

### Lierse
2010. június 11-én ingyen a belga Lierse-hez szerződött.

## Válogatott
Davids 2004 óta tagja a dél-afrikai válogatottnak, részt vett a 2008-as afrikai nemzetek kupáján, a 2009-es konföderációs kupán és a 2010-es világbajnokságon.

## Külső hivatkozások
- Adatlapja a FIFA honlapján Archiválva 2012. november 4-i dátummal a Wayback Machine-ben
- Pályafutása statisztikái Archiválva 2007. június 24-i dátummal a Wayback Machine-ben

## Fordítás
- Ez a szócikk részben vagy egészben  a   Lance Davids című angol Wikipédia-szócikk fordításán alapul.  Az eredeti cikk szerkesztőit annak laptörténete sorolja fel. Ez a jelzés csupán a megfogalmazás eredetét és a szerzői jogokat jelzi, nem szolgál a cikkben szereplő információk forrásmegjelöléseként.